# Кобо
Кобо — разменная монета в Нигерии, равняется 1/100 найры. Название происходит от англ. copper («медь»).
Введена в обращение с 1 января 1973 года.
Выпускались банкноты номиналом в 50 кобо, а также монеты достоинством в 50, 25, 10, 5, 1 и 1/2 кобо. В настоящее время законным платёжным средством являются только монеты в 50 кобо.